# ショタコン

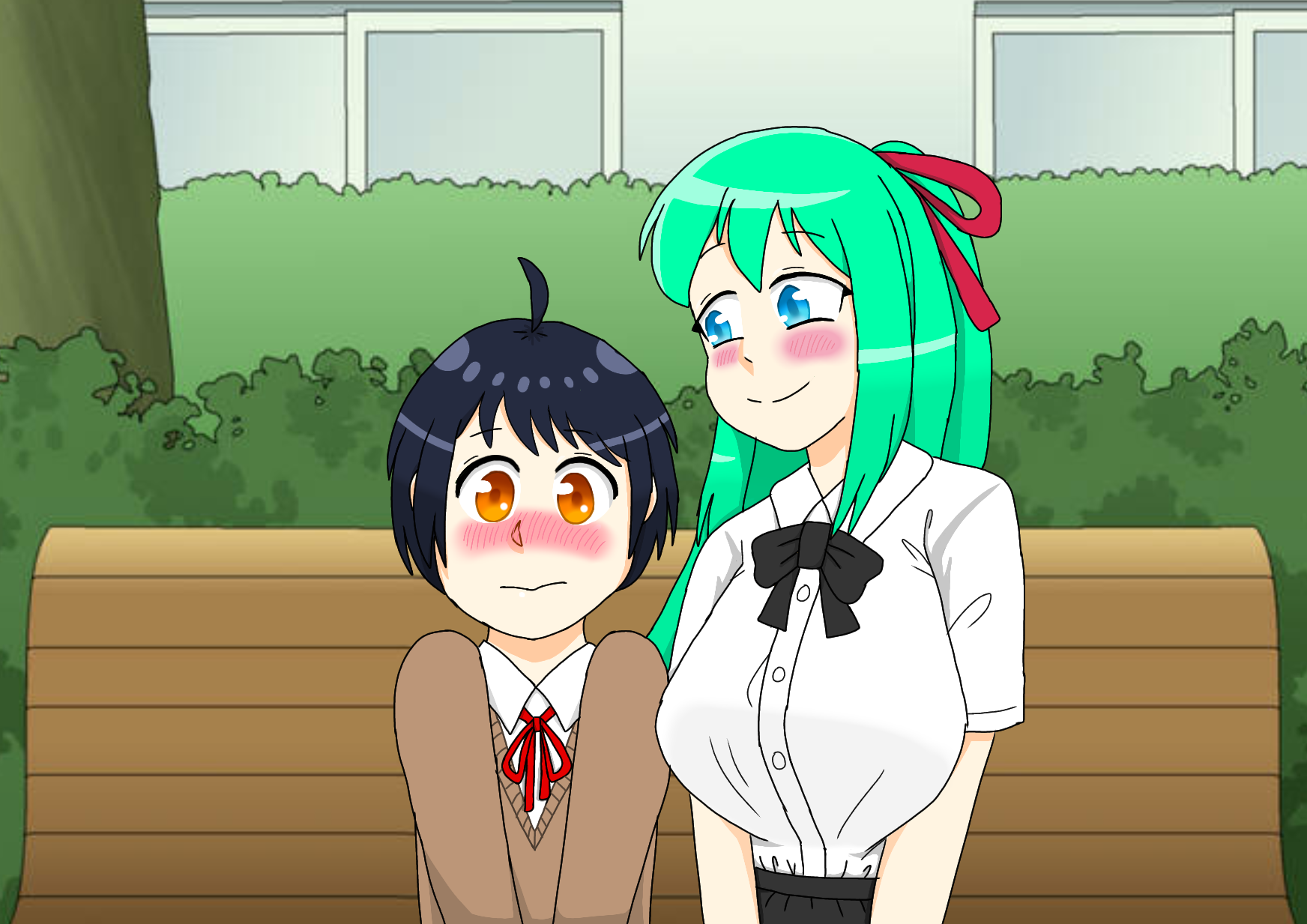
ショタ系少年に惹かれる成人女性を描いたコンセプトアート。

ショタコン（英: Shotacon）とは、少年の男子（ショタ）への恋愛感情。また、その恋愛感情を持つ者である。
正太郎コンプレックス（しょうたろうコンプレックス、英: Shotaro complex）を語源とする（#起源を参照）。
「ショタ」をショタコンの略称であるかのように述べられることが、しばしばある。

## 起源
1981年、アニメ雑誌『ふぁんろーど』（後の『ファンロード』）の編集長“イニシャルビスケットのK”こと浜松克樹が読者からの質問に答えるコーナーで、「少女を好きな男性はロリコンと呼ばれるが、では少年を好きな女性は何と呼ぶべきか？」という内容の問いに対し、半ズボンの似合う少年の代表として『鉄人28号』の主人公・金田正太郎の名を挙げ、そこから名を取って「ショタコン」と回答したのが始まりである。
浜松は『アニメック』編集長の小牧雅伸との会話中、小牧が少年の代表例として「金田正太郎」を挙げたことからこの用語を思いついたことを小牧が証言している。
発言当時『太陽の使者 鉄人28号』（日本テレビ系 1980-1981年放映）が放映されていたこともあって同番組の主人公・金田正太郎から取ったと2017年に浜松がTwitter上の質問に答えるかたちで明言している。それ以前は渡辺由美子による「イニシャルビスケットのKと小牧雅伸が「半ズボンの似合う少年」としてイメージしたのは、漫画原作やアニメ第1作、あるいは実写テレビドラマの金田正太郎であり、『太陽の使者 鉄人28号』の金田正太郎ではない。ただし、発言当時イニシャルビスケットのKがこの点を明確にしなかったことや、読者に正太郎（旧）を知る者が世代的に少なかったこと、正太郎（旧）がいわゆる美少年のイメージにそぐわなかった、などの理由で読者の多くが正太郎（新）という認識であった。」のような解釈もあった。
このコーナーは真面目に回答する場合もあれば適当に返すこともあった。本件については「正太郎を好きになったショタコンとかいうのはゴロが悪いではないか」と浜松は懐疑的なコメントを寄せていたが、他に適当な呼び方が無かったこともあり、いつのまにか「ショタコン」は少年愛者を指す言葉として広く定着していった。「ショタコン」という言葉を使う者の中には、鉄人28号の金田正太郎のことを直接は知らない可能性も大きいが、それについて浜松は「ロリコンという言葉を使う者の多くが、語源となったウラジーミル・ナボコフの小説の『ロリータ』を知らないのと同様であり、問題はない」と述べている。
いずれにせよ、そのような好みを持つ女性の存在が顕著になったなどの理由ではなく、一種の言葉遊びから生まれた言葉である。

### 異説
『現代用語の基礎知識』の1999年版（1998年発行）と2000年度版（1999年発行）で、「ショタコン＝ショートアイズコンプレックス」説が掲載される。ショートアイズとは「目と目の間が狭い少年」という意味であったが、同時にミゲル・マイキー・ピニェイロ（es:Miguel Piñero）の1975年の戯曲の題名（『ショートアイズ』）でもあり、児童暴行犯を指し示す隠語でもあった。
ただし現在は、前述の通り用語の起源が明らかとなっており、この説は否定されている。なお、『現代用語の基礎知識』では、「ショタコン」の語が初登場する『現代用語の基礎知識1991』より米沢嘉博執筆により一貫して「ショタコン＝正太郎コンプレックス」説が採用されていた。

## 展開
『現代用語の基礎知識』では、1990年発売の1991年度版で初めて登場し、この頃より一般に認知され始めたもよう。「やおい」の項目において「少年趣味」として解説されていた。
1996年発売の『現代用語の基礎知識1997』において「ショタコン」が独立項目化し、この時期にはムーブメントとして確立されていたもよう。当時はロリコンの正反対のものとして扱われていた。

## ショタものの特徴
ショタものの特徴として、多くの場合主人公の少年が相手（男性の場合も女性の場合もある）から誘惑されるというかたちで性描写が行われ、少年が性的に受動的であることが挙げられる。ただし、この傾向は近年の男性向けのポルノ漫画全般にみられるものであり、ライターの堀あきこはやおいが「女性性からの逃避」であると解釈されるのと同様に、これを「男性性からの逃避」として解釈できるのではないかとしている。

## おねショタ
お姉さん×ショタのカップリングのこと。ここでのお姉さんは年上の女性という意味で使われる。
お兄さん×ショタの場合「おにショタ」となる。

## 児童ポルノ法との関わり
1999年5月に公布、11月に施行された児童買春、児童ポルノに係る行為等の処罰及び児童の保護等に関する法律では、当初漫画も規制される方針であった。後にこの規定は削除されたが、1999年には『ROMEO』をはじめとする多くの成年向けショタ系アンソロジーコミックが休刊・廃刊した。